# Antikernwapendemonstratie van 29 oktober 1983

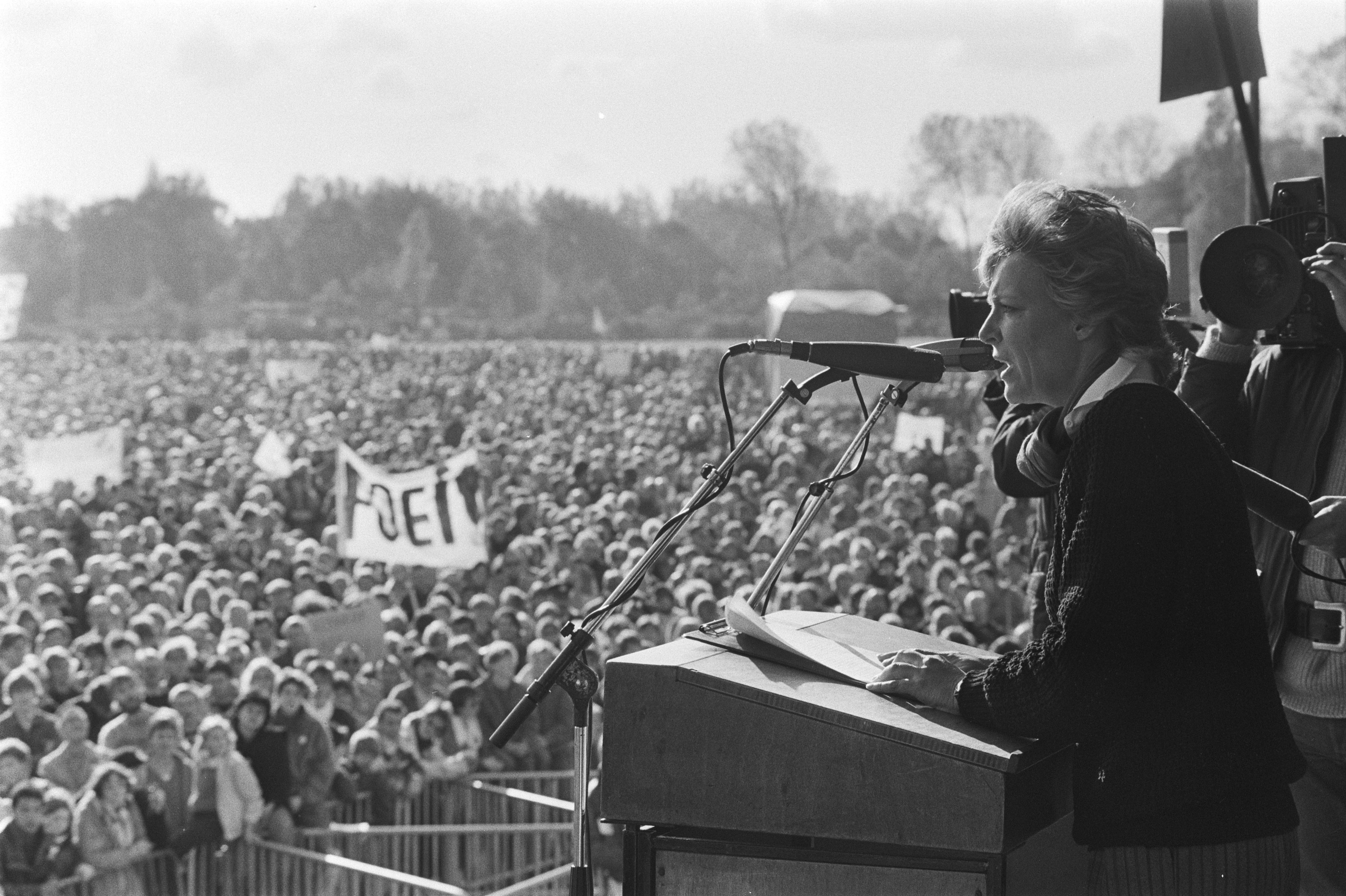
Prinses Irene spreekt de demonstranten toe

De antikernwapendemonstratie van 29 oktober 1983 was een massabetoging in Den Haag tegen de stationering van kruisraketten in Nederland. Het was met 550.000 deelnemers de grootste demonstratie ooit in Nederland gehouden. De demonstratie werd georganiseerd door Komitee Kruisraketten Nee en was een vervolg op de antikernwapendemonstratie van 21 november 1981 in Amsterdam die 440.000 mensen op de been bracht.
Voor de demonstratie werden naast extra treinen 3000 bussen ingezet waarbij demonstranten zich zowel verzamelden op het Malieveld als het Zuiderpark. Sprekers waren onder meer Joop den Uyl en prinses Irene.
De demonstratie kreeg een jaar later een vervolg met een volkspetitionnement waarbij 3,7 miljoen handtekeningen werden aangeboden aan de Nederlandse regering en de Tweede Kamer.